# Брандебура, Агнешка
Агнешка Брандебура (пол. Agnieszka Brandebura; род. 16 апреля 1981, Лодзь) — польская художественная гимнастка. Участница летних Олимпийских игр 2000 года.

## Биография
Агнешка Брандебура родилась 16 апреля 1981 года в польском городе Лодзь.
В 2000 году окончила лодзинскую среднюю школу № 23. Училась в Лодзинском университете.
Выступала в соревнованиях по художественной гимнастике за лодзинский «Видзев». Тренировалась под началом Беаты Писаркевич. Трижды становилась серебряным призёром чемпионата Польши в многоборье (1997—1999).
В 1998 году стала бронзовым призёром Всемирных юношеских игр в Москве.
В 1999 году участвовала в чемпионате мира в Осаке. В личном многоборье заняла 18-е место, набрав 39,024 балла и уступив 0,900 балла завоевавшей золото Алине Кабаевой из России.
В 2000 году вошла в состав сборной Польши на летних Олимпийских играх в Сиднее. В квалификации личного многоборья заняла 13-е место с 38,577 балла, уступив 0,256 балла попавшей в финал с 10-го места Эвморфии Нтоне из Греции.